# Arhavi
Arhavi (laz. Arkabi) – miasto w Turcji, w prowincji Artvin. W 2016 roku liczyło 16 698 mieszkańców.